# Discothyrea berlita
Discothyrea berlita is een mierensoort uit de onderfamilie van de Proceratiinae. De wetenschappelijke naam van de soort is voor het eerst geldig gepubliceerd in 2005 door Fisher.